# Laxmipura, Nagamangala
Laxmipura là một làng thuộc tehsil Nagamangala, huyện Mandya, bang Karnataka, Ấn Độ.